# NDUFA5
NDUFA5 (англ. NADH:ubiquinone oxidoreductase subunit A5) – білок, який кодується однойменним геном, розташованим у людей на короткому плечі 7-ї хромосоми. Довжина поліпептидного ланцюга білка становить 116 амінокислот, а молекулярна маса — 13 459.
| 10         |  | 20         |  | 30         |  | 40         |  | 50         |
| ---------- |  | ---------- |  | ---------- |  | ---------- |  | ---------- |
| MAGVLKKTTG |  | LVGLAVCNTP |  | HERLRILYTK |  | ILDVLEEIPK |  | NAAYRKYTEQ |
| ITNEKLAMVK |  | AEPDVKKLED |  | QLQGGQLEEV |  | ILQAEHELNL |  | ARKMREWKLW |
| EPLVEEPPAD |  | QWKWPI     |  |            |  |            |  |            |

A: Аланін

C: Цистеїн

D: Аспарагінова кислота

E: Глутамінова кислота

G: Гліцин

H: Гістидин

I: Ізолейцин

K: Лізин

L: Лейцин

M: Метіонін

N: Аспарагін

P: Пролін

Q: Глутамін

R: Аргінін

T: Треонін

V: Валін

W: Триптофан

Задіяний у таких біологічних процесах, як транспорт, транспорт електронів, дихальний ланцюг, ацетилювання, альтернативний сплайсинг. 
Локалізований у мембрані, мітохондрії, внутрішній мембрані мітохондрії.